# Oficina Federal de Estadística (Suiza)
La Oficina Federal de Estadística (o Bundesamt für Statistik (BFS) en alemán, u Office fédéral de la statistique (OFS) en francés, o Ufficio federale di statistica (UST) en italiano) es el organismo federal suizo responsable de las estadísticas a nivel nacional. Forma parte del Departamento Federal para los Asuntos del Interior dirigido por Élisabeth Baume-Schneider, con sede en Neuchâtel. 
Las competencias de la Oficina Federal de Estadística se encuentran fijadas en la Constitución suiza y en la ley sobre la estadística federal.